# 안드레이 모이세예프
안드레이 세르게예비치 모이세예프(러시아어: Андре́й Серге́евич Моисе́ев, 1979년 6월 3일~)는 러시아의 근대5종 선수이다. 2004년과 2008년 하계 올림픽에서 남자 개인전 금메달을 획득했다. 또한 2011년 세계 선수권 대회 개인전 금메달을 포함하여 세계 선수권 대회에서 금메달 5개를 획득했다.

## 경력
1979년 로스토프나도누에서 태어났으며 1999년에 러시아 근대5종 국가대표 선수로 발탁되었다.
2004년 그리스 아테네에서 열린 2004년 하계 올림픽에서 리투아니아의 안드레유스 자드네프로우스키스와 체코의 리보르 차팔리니를 꺾고 금메달을 획득했다. 그는 올림픽 폐막식에서 러시아 선수단 기수를 맡았다. 
2008년 중국 베이징에서 열린 2008년 하계 올림픽에서 리투아니아의 에드비나스 크룽골차스와 자드네프로우스키스를 누르고 다시 금메달을 획득하면서 2연속 우승에 성공했다.
2011년 모스크바에서 열린 2011년 세계 선수권 대회에서 대표팀 동료인 알렉산드르 레순과 헝가리의 머로시 아담을 꺾으면서 우승했다. 이듬해인 2012년 영국 런던에서 열린 2012년 하계 올림픽에서 7위에 올랐고 이 대회 이후 현역에서 은퇴했다. 같은 해 11월부터 러시아 근대5종 대표팀 코치를 맡고 있다.

## 개인사
체조 선수인 빅토리 미하일로바와 결혼했다.